# Fāṭima bint Muhammad

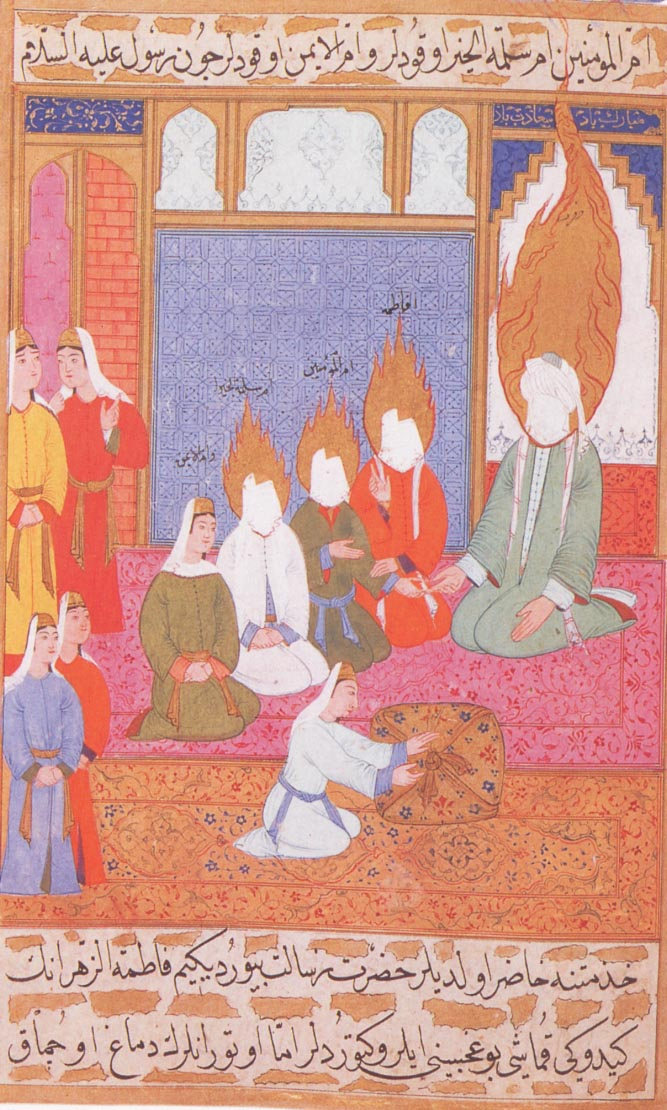
Fāṭima (in primo piano) che riceve il pacco del mantello verde portato dall'Angelo Gabriele dal Paradiso.

Fāṭima bint Muhammad, detta anche Fāṭima al-Zahrāʾ (in arabo فاطمة الزهراء‎?, Fāṭima la Luminosa) e meglio nota come Fatima (La Mecca, 605 – Medina, 633), fu la quarta e ultima figlia del profeta dell'Islam Maometto e di sua moglie Khadīja bint Khuwaylid. Divenne moglie di ʿAlī ibn Abī Ṭālib, cugino di Maometto, quarto califfo "ortodosso" e primo imam per lo Sciismo.

## Biografia
Fatima fu l'unica figlia di Maometto ad assicurargli una discendenza, grazie alla nascita di al-Ḥasan ibn ʿAlī e al-Ḥusayn ibn ʿAlī avuti dal matrimonio col cugino del Profeta, ʿAlī b. Abī Ṭālib.
Non ricoprì ruoli pubblici, malgrado la sua parentela col Profeta e, anzi, la sua figura è ricordata come quella di una donna che subì vari torti. Uno di essi fu il progetto (poi rientrato per l'opposizione del padre Maometto) di vedersi affiancare una con-moglie da parte del marito ʿAlī e quello poi di non vedersi riconoscere dal califfo Abū Bakr, intimo amico di suo padre, l'eredità costituita da alcune rendite di Khaybar e dell'intera oasi di Fadak: entrambi siti del Ḥijāz settentrionale incamerati nel proprio patrimonio personale dal Profeta al termine della relativa fortunata campagna che portò alla loro conquista. Alla pretesa di Fāṭima, infatti, Abū Bakr obiettò che una frase dello stesso Maometto affermava che non vi era alcuna eredità lasciata dai profeti (ma è probabile che Maometto si riferisse a un'eredità profetica).
Sta di fatto che una qualche conciliazione fra Abū Bakr e Fāṭima, sostenuta dal marito ʿAlī, non avvenne neppure durante gli ultimi giorni di vita di Fāṭima, visto che la donna decretò che il Califfo non partecipasse alle sue esequie. La sua morte personifica quei sentimenti di sofferenza e di rassegnazione che poi sono diventati in qualche misura due dei tratti distintivi dello Sciismo.
La questione della mancata eredità costituirà nei secoli successivi una cartina di tornasole per capire l'atteggiamento califfale nei confronti dell'Ahl al-Bayt, con un frequente alternarsi di riconoscimento e di revoca di tali beni immobili contestati alla discendenza di ʿAlī e Fāṭima.
Con sua madre Khadīja e ʿĀʾisha, Fāṭima è ricordata come una delle figure femminili maggiormente importanti e rappresentative di tutta la storia islamica in generale e di quella dello Sciismo in particolare.